# سید مهدی قریشی
سید مهدی قریشی نماینده ولی فقیه در آذربایجان غربی و امام جمعه شهر ارومیه است. او فرزند سید علی‌اکبر قریشی نماینده مجلس خبرگان رهبری است. سید مهدی قریشی دومین نماینده ولی فقیه و امام جمعه بعد از انقلاب ۱۳۵۷ است. او در انتخابات خبرگان دوره پنجم به خاطر عدم احراز اجتهاد از سوی شورای نگهبان و عدم قبولی در امتحان اجتهاد رد صلاحیت شد.